# Lorenzos Reise
Lorenzos Reise ist ein 2007 erschienener Roman des italienischen Schriftstellers Andrea Bajani.

## Überblick
Das Buch handelt von dem Jungen Lorenzo, den die Mutter bei ihrem Lebensgefährten in Italien zurückgelassen hatte, um in der Aufbruchstimmung nach dem Fall des Eisernen Vorhangs in Rumänien ein neues Leben anzufangen und möglichst schnell möglichst viel Geld zu verdienen. Nach dem Tod der Mutter fährt Lorenzo zur Beerdigung nach Rumänien. Die Reise wird zu einer Spurensuche nach seiner Mutter und lässt in dem Erzähler Verletzungen, die ihm in seiner Kindheit angetan wurden, wieder in sein Bewusstsein dringen. Es erschien zunächst auf Italienisch als Andrea Bajani: Se consideri le colpe. Milano, Einaudi, 2007 (Erstausgabe ISBN 9788806187194) und in deutscher Sprache im Jahr 2011 als Lorenzos Reise. in der Übersetzung von Pieke Biermann. (München, dtv, 2011. ISBN 978-3-423-24866-2)

## Inhalt
Die Geschichte beginnt mit der Ankunft Lorenzos am Flughafen in Bukarest. Der Grund für den Aufenthalt in Rumänien ist die Beerdigung seiner Mutter Lula. Für Lorenzo werden die Tage in diesem fremden Land zu einer Reise in die Vergangenheit. Vor vielen Jahren wurden der kleine Junge und sein Stiefvater von Lula verlassen. Lorenzos Mutter wollte in Rumänien ihre beruflichen Ziele verwirklichen. Viele Italiener landen in Bukarest, um sich mit neuen Ideen eine Zukunft aufzubauen, und aus diesem Grund haben sie ihre Firmensitze ins Ausland verlegt.  Viele erhoffen sich hier bessere Chancen als in der Heimat.  In dieser Geschichte wollen nicht die Osteuropäer in einem wirtschaftlich stärkeren Land Fuß fassen, sondern es sind italienische Auswanderer in Rumänien. Das große Geld machen – das war auch der Wunsch von Lorenzos Mutter Lula, die mit einem lebensgroßen Schlankheitsei ihr Glück versuchen wollte. Die Zukunftspläne der Mutter klingen zunächst noch vielversprechend. Doch mit der Zeit ließ Lula immer weniger und zum Schluss nichts mehr von sich hören. Das Warten und Hoffen auf Lulas Rückkehr nahm kein Ende. Wie eine schreckliche Krankheit nagt die Ungewissheit an Lorenzo. Erst als der bereits erwachsene Mann sich auf den direkten Spuren seiner Mutter befindet, bekommt er endlich Klarheit: Lula ist an ihrem Vorhaben gescheitert.

## Buchpreise
Der Roman erhielt mehrere Auszeichnungen:
- Premio Super Mondello
- Premio Recanati
- 2008 Premio Brancati[2]